# Stade Karađorđe
 (mars 2025).
Le stade Karađorđe (en serbe cyrillique : Стадион Карађорђе, et en serbe latin : Stadion Karađorđe), connu auparavant sous le nom de Stade de Voïvodine (en serbe : Стадион Војводине et Stadion Vojvodine) est un stade omnisports situé à Novi Sad, ville de Serbie et capitale de la province de Voïvodine. Il est actuellement principalement utilisé pour accueillir les matchs de football du FK Vojvodina Novi Sad. La capacité du stade est de 15 000 spectateurs.

## Nom
Connu jusqu'alors sous le nom stade de Voïvodine, le stade a été renommé en 2007 Stade Karađorđe, d'après Karađorđe (Karageorges ou « Georges le Noir »), le chef de la première insurrection serbe. En fait, Stade Karađorđe était l'ancien nom de ce stade, utilisé depuis sa fondation en 1924 jusqu'à la fin de la Seconde Guerre mondiale.